# 徳川家康と服部半蔵忍者隊

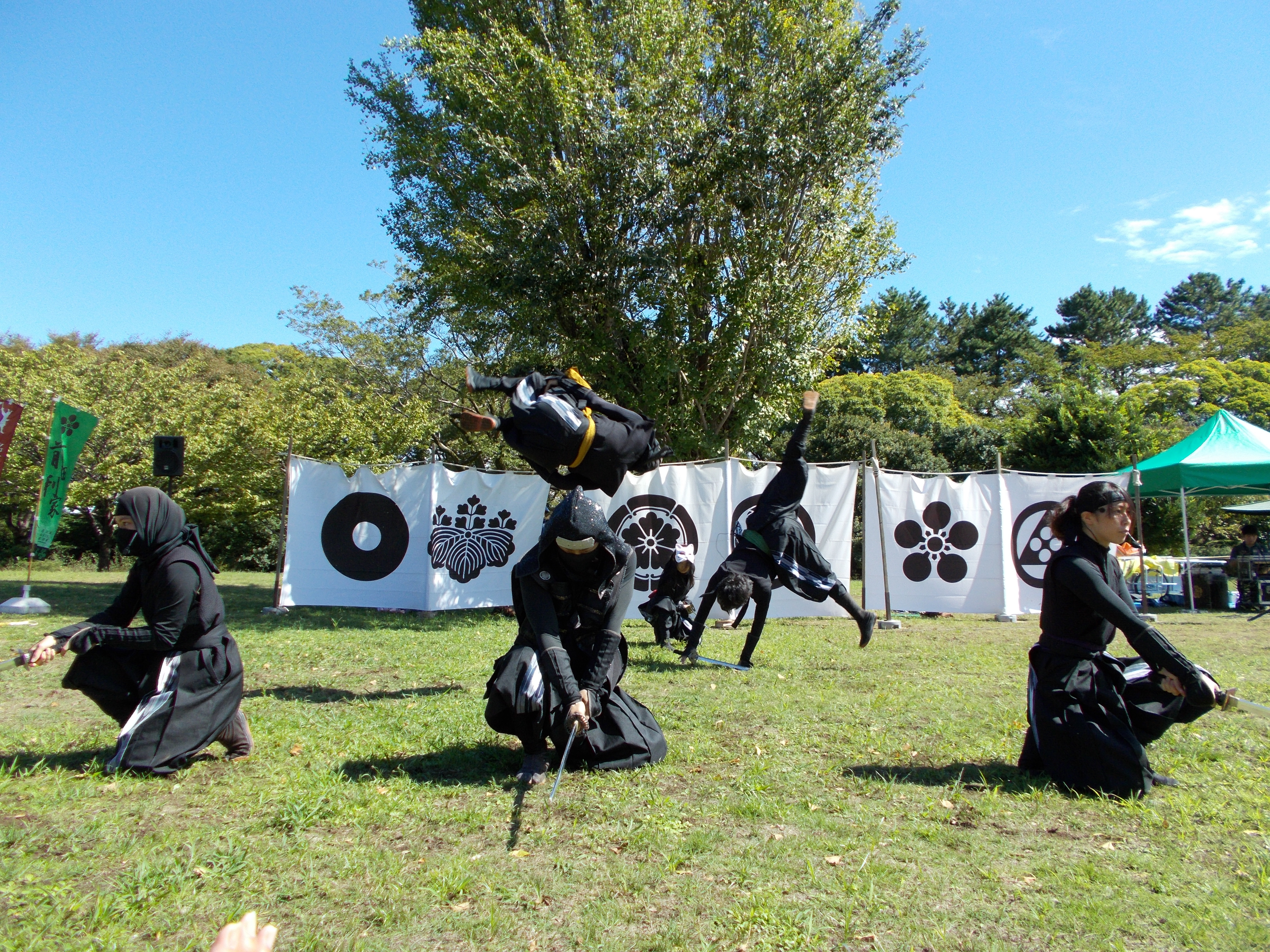
演武を行う忍者隊（2018年10月）

徳川家康と服部半蔵忍者隊（とくがわいえやすとはっとりはんぞうにんじゃたい）は「武将のふるさと愛知」など愛知県の魅力を国内外にPRするために結成された。いわゆるおもてなし武将隊のひとつ。

## 概要

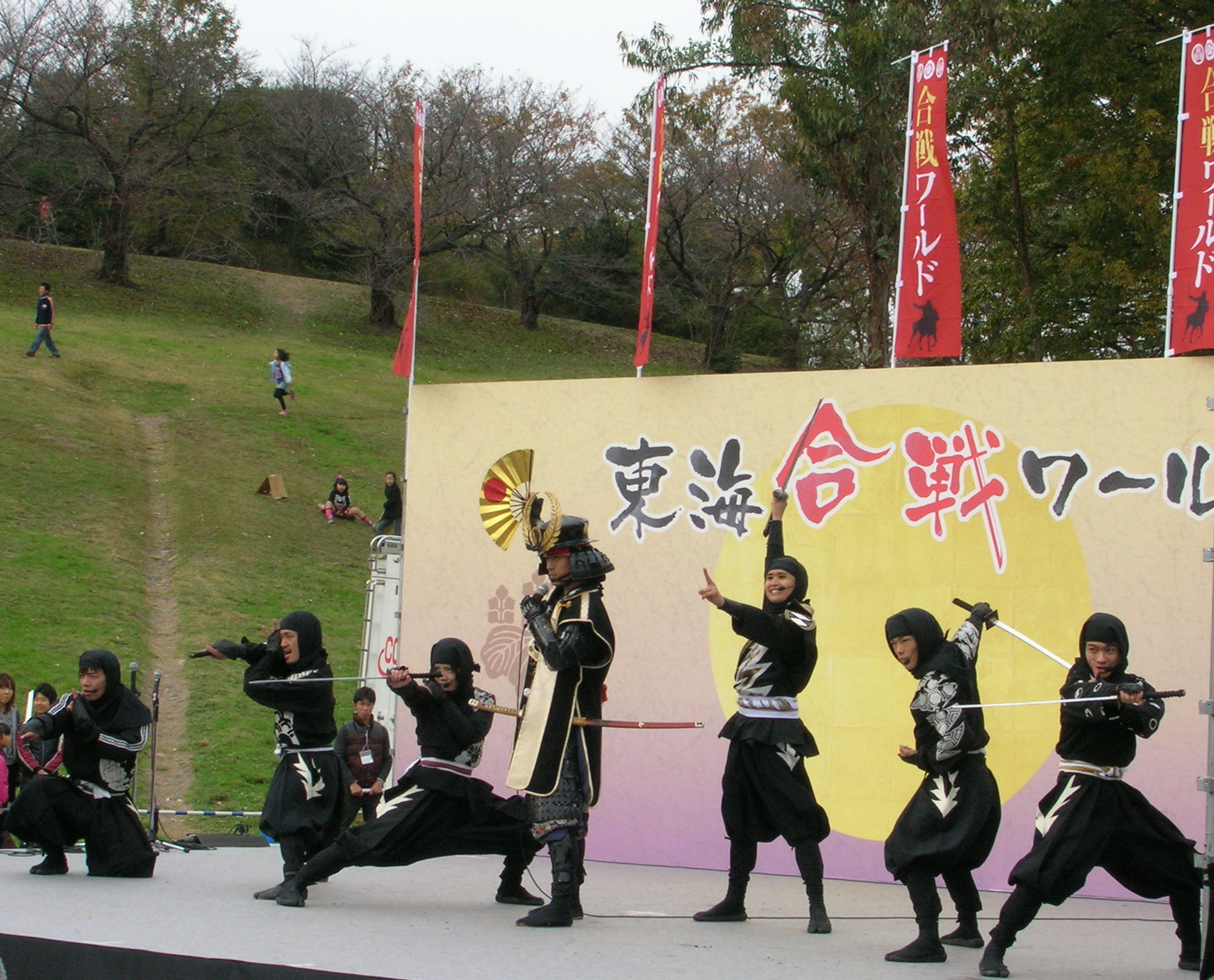
東海合戦ワールド2015での初代忍者隊（2015年11月）

2015年（平成27年）3月に事業終了となったあいち戦国姫隊に続く観光PR隊として8月の世界コスプレサミットへの出演から活動を開始した。第1期メンバーは服部半蔵とその配下の忍者5名からなり、当初はイベントなどで徳川家康が登場する場合には名古屋おもてなし武将隊あるいはグレート家康公「葵」武将隊の徳川家康が共演する形をとっていた。
運営は名古屋おもてなし武将隊と同じく三晃社が担当。愛知県が忍者隊を立ち上げるに当たっては本能寺の変の後の神君伊賀越えでその功を認められた服部半蔵が尾張国鳴海宿で取り立てられた200名の伊賀者（鳴海伊賀衆）の頭領となったことをモチーフにしている。

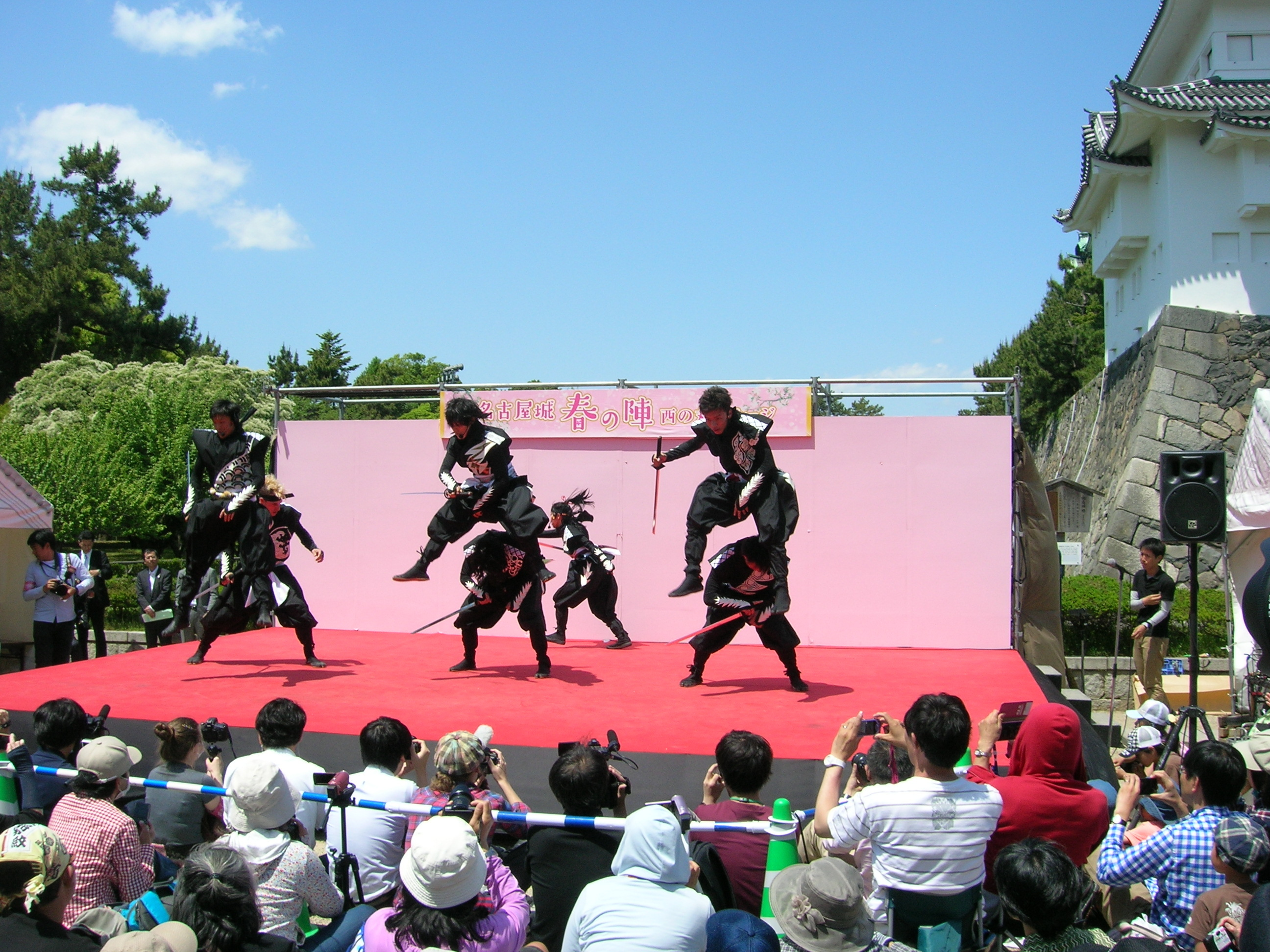
演武を行う2代目忍者隊（2016年5月）

第1期メンバーは海外でも広報活動をするなどしていたが、非常勤で活動も不定期だったため、観光客からの「会いたい」という要望に応えるべく、第2期メンバーを募集するに当たって雇用形態を常勤とすることになった。この際に国籍などを限定しなかったことに加え、県知事の大村秀章が忍者に扮した「忍ばないスターな忍者探します」のプレスリリースをフランスの通信社が配信。これを複数の海外メディアが報じたことから、第1期メンバーの応募数84人を大きく上回る235人の応募があり、そのうち海外からの応募が200人に達する事態となり、書類選考とオーディションを経て、日本人6人とアメリカ人1人が第2期メンバーに選ばれた。
第2期メンバーは2016年（平成28年）5月に名古屋城での初演武でお披露目され、2017年（平成29年）3月末に名古屋城で最後の全員演武を行い、うち5名、2023年（令和5年）4月にもう1名が退任。第3期メンバーは2017年（平成29年）5月に名古屋城での初演武でお披露目され、2019年（令和元年）5月末にうち1名が退任。第4期メンバーは2018年（平成30年）5月に名古屋城での初演武でお披露目され、2019年（平成31年）3月末に名古屋城で出立式を行い、退任。
忍者隊は演武や記念撮影のほか、イベント時にはエリアを設けて忍者衣装の試着体験や手裏剣体験などを行っており、2016年（平成28年）度には毎週末に名古屋城のほか、中部国際空港でも演武を行い、名古屋城天守閣で「忍者学校」を開校。県内でもこれを開校して、愛知県と忍者についての広報活動を行った。

## メンバー

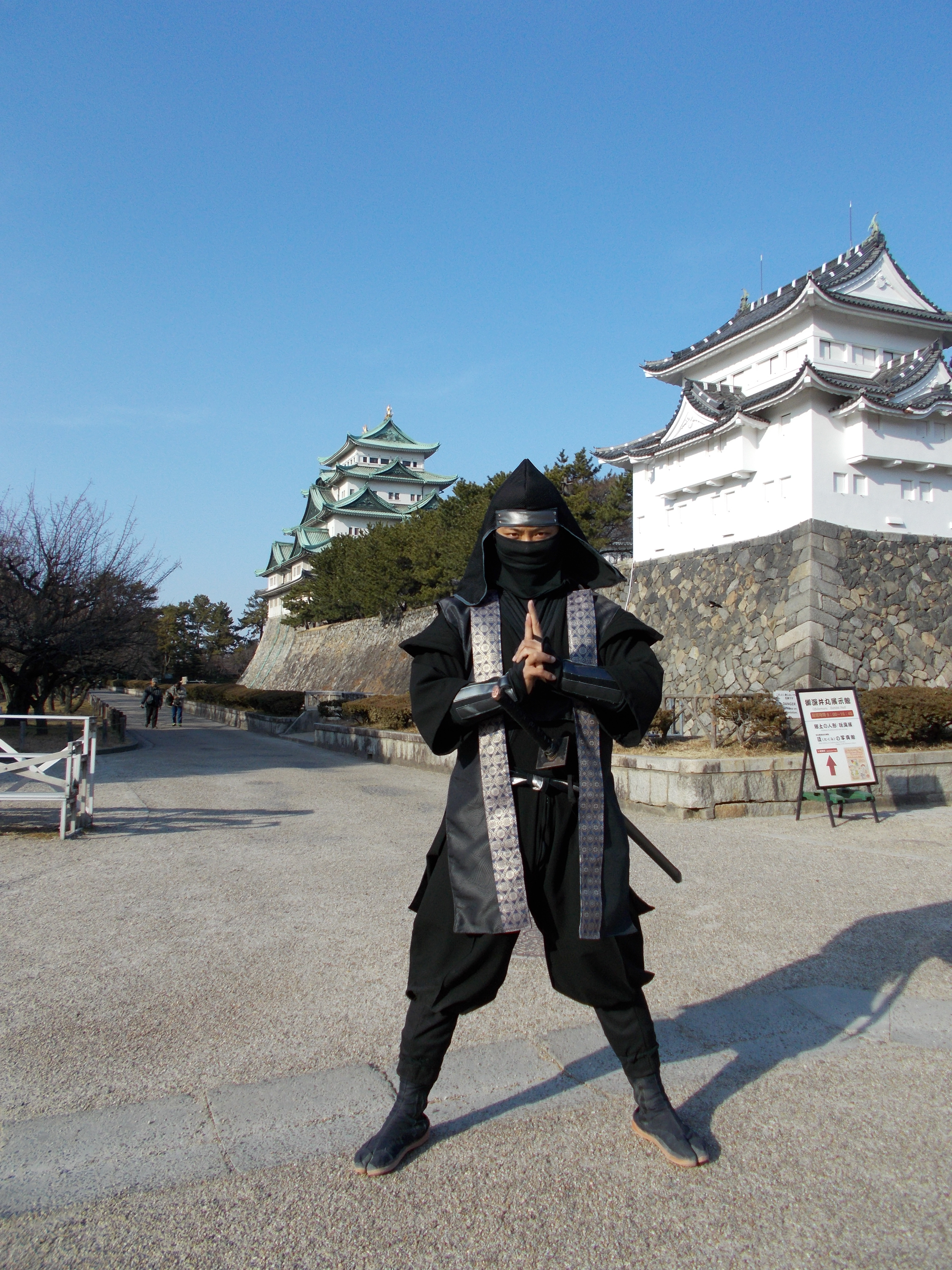
3代目の服部半蔵（2018年2月）

### 現在のメンバー
- 服部半蔵（3代目）（2017年5月 - ）
- 三平（2代目）（2016年5月 - ）
- 凛（2017年5月 - ）
- 猿伎丸（2020年5月 - ）
- 草二（2023年4月 - ）
- 柊（2023年4月 - ）
- 遊（2024年5月 - ）

### 過去のメンバー
- 服部半蔵
  - 初代（2015年8月 - 2016年3月）
  - 2代目（2016年5月 - 2017年3月）
- 助之心→助乃心
  - 助之心（2015年8月 - 2016年3月）
  - 助乃心（2016年5月 - 2017年3月）
- 月影
  - 初代（2015年8月 - 2016年3月）
  - 2代目（2016年5月 - 2017年3月）
- 水蓮
  - 初代（2015年8月 - 2016年3月）
  - 2代目（2016年5月 - 2023年4月）
- 三平（初代）（2015年8月 - 2016年3月）
- 伊吹（2015年8月 - 2017年3月）
- 天（2016年5月 - 2017年3月）
- 七紫（2017年5月 - 2019年5月）
- 胡蝶（2018年5月 - 2019年3月）
- 覚（2019年6月 - 2022年5月）
- 善（2020年5月 - 2024年3月）

## ギャラリー

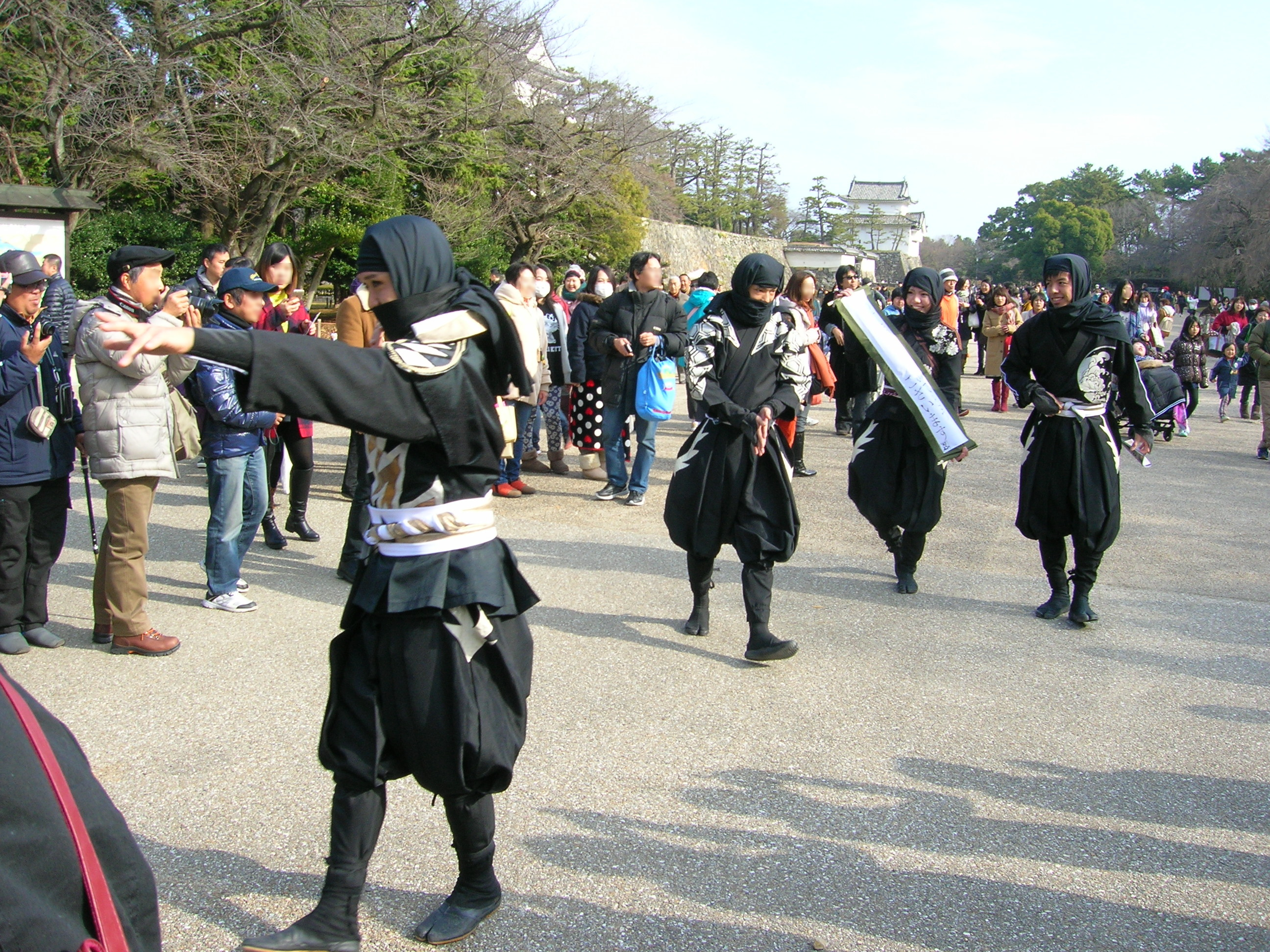
新年の挨拶をする初代忍者隊（2016年1月）
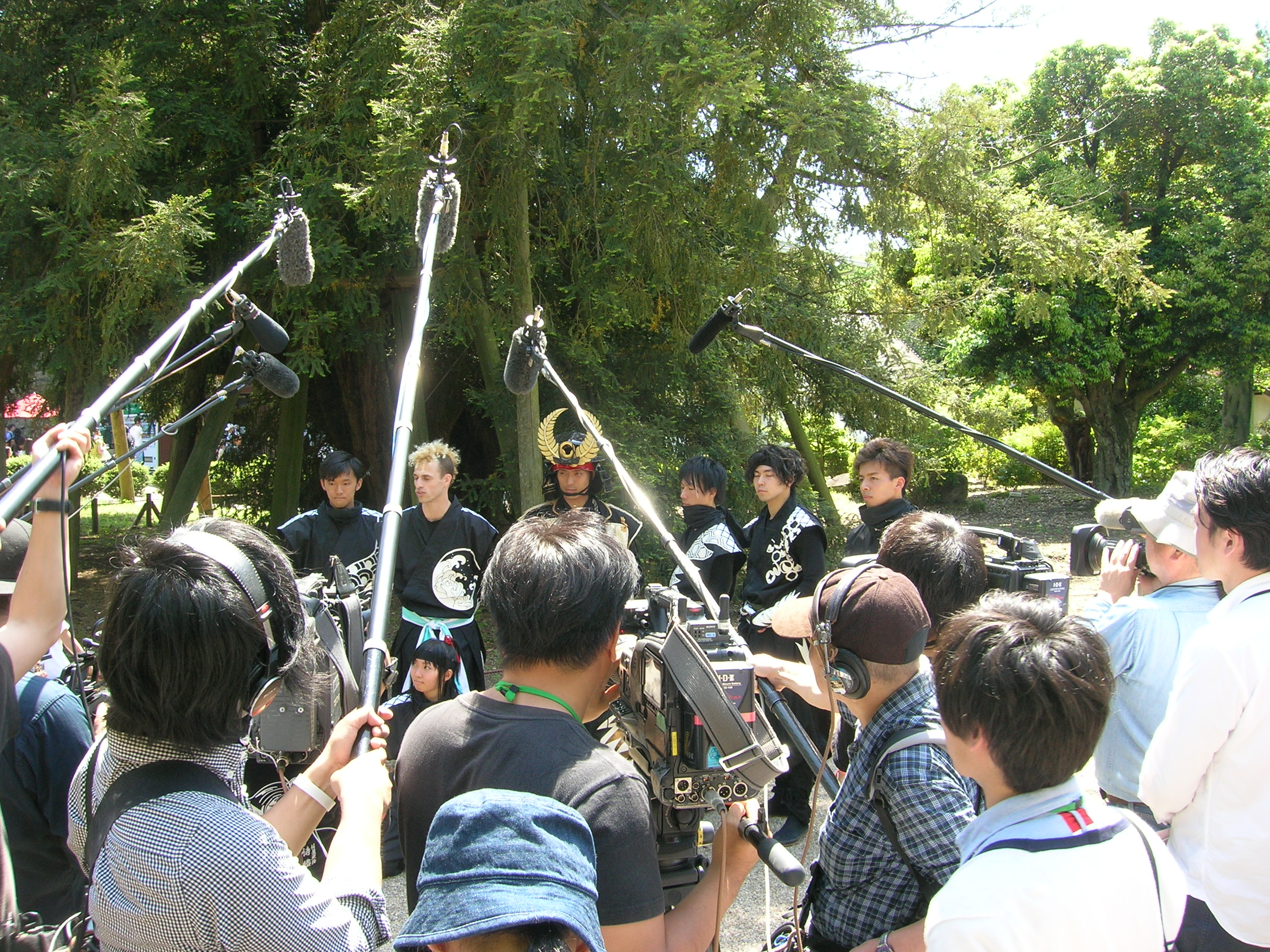
囲み取材を受ける2代目忍者隊の面々（2016年5月）
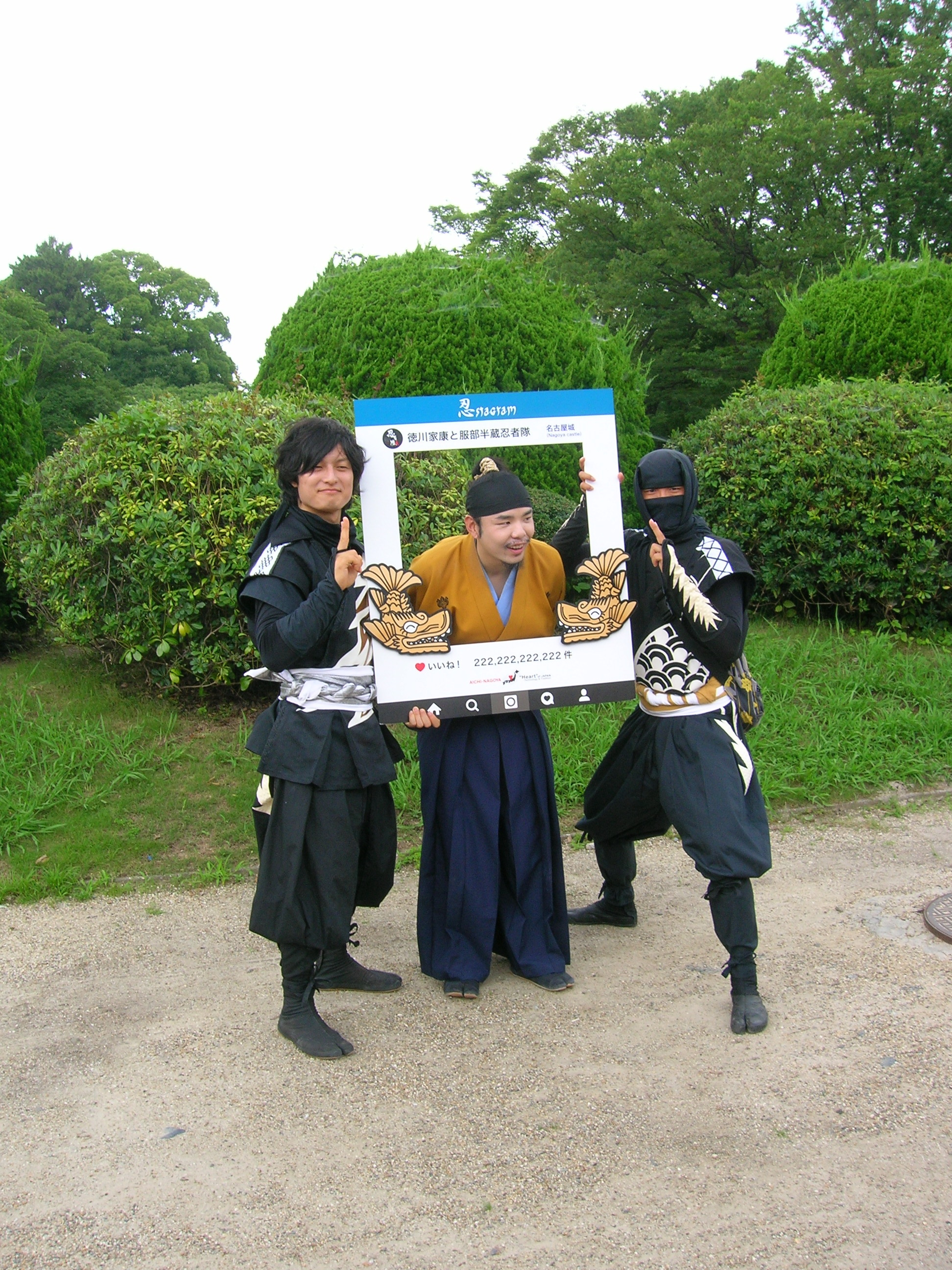
2代目の服部半蔵（左）と三平、中央は名古屋おもてなし武将隊の豊臣秀吉（2016年7月）
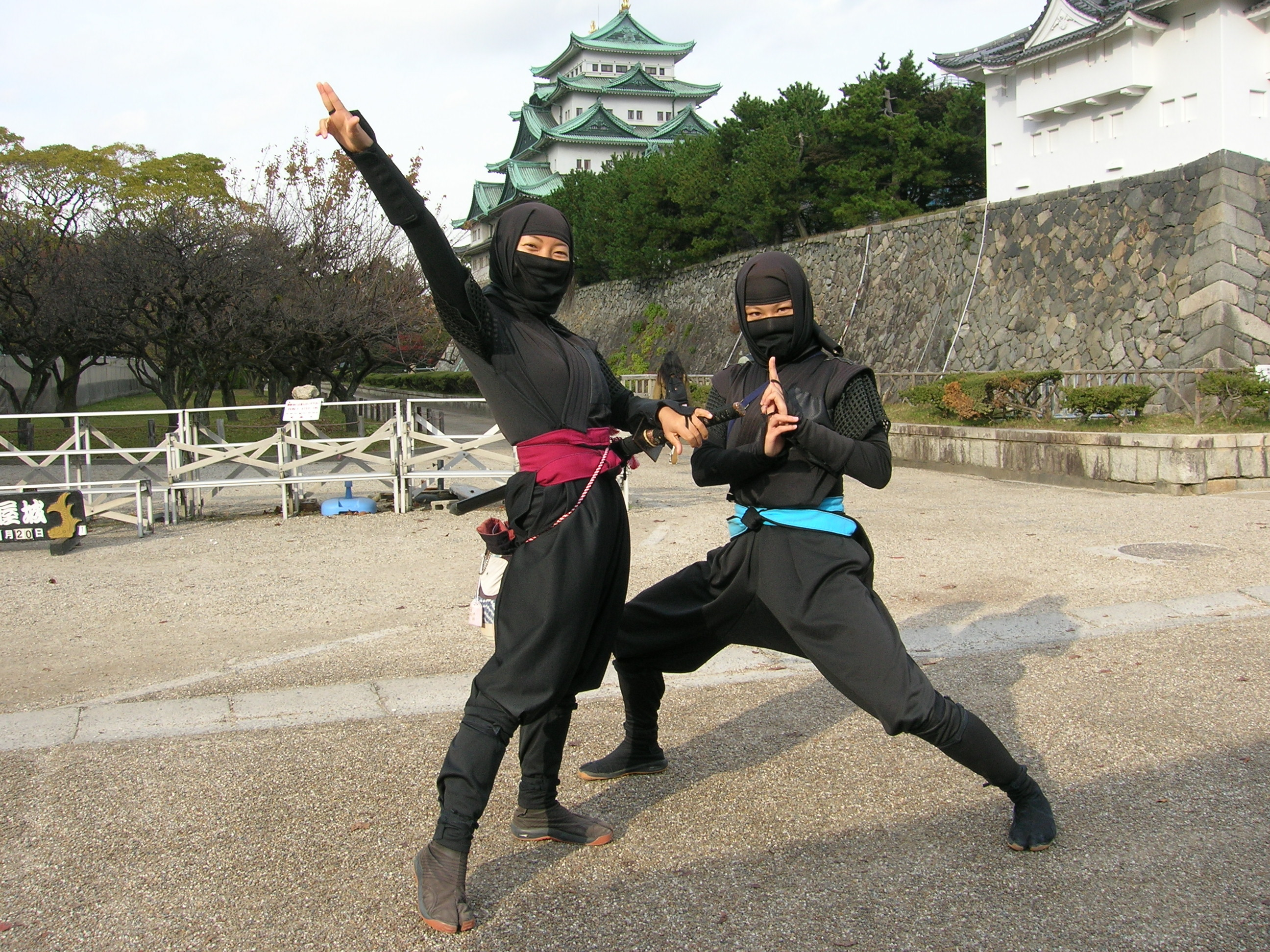
忍者隊の水蓮（左）と凛（2017年11月）
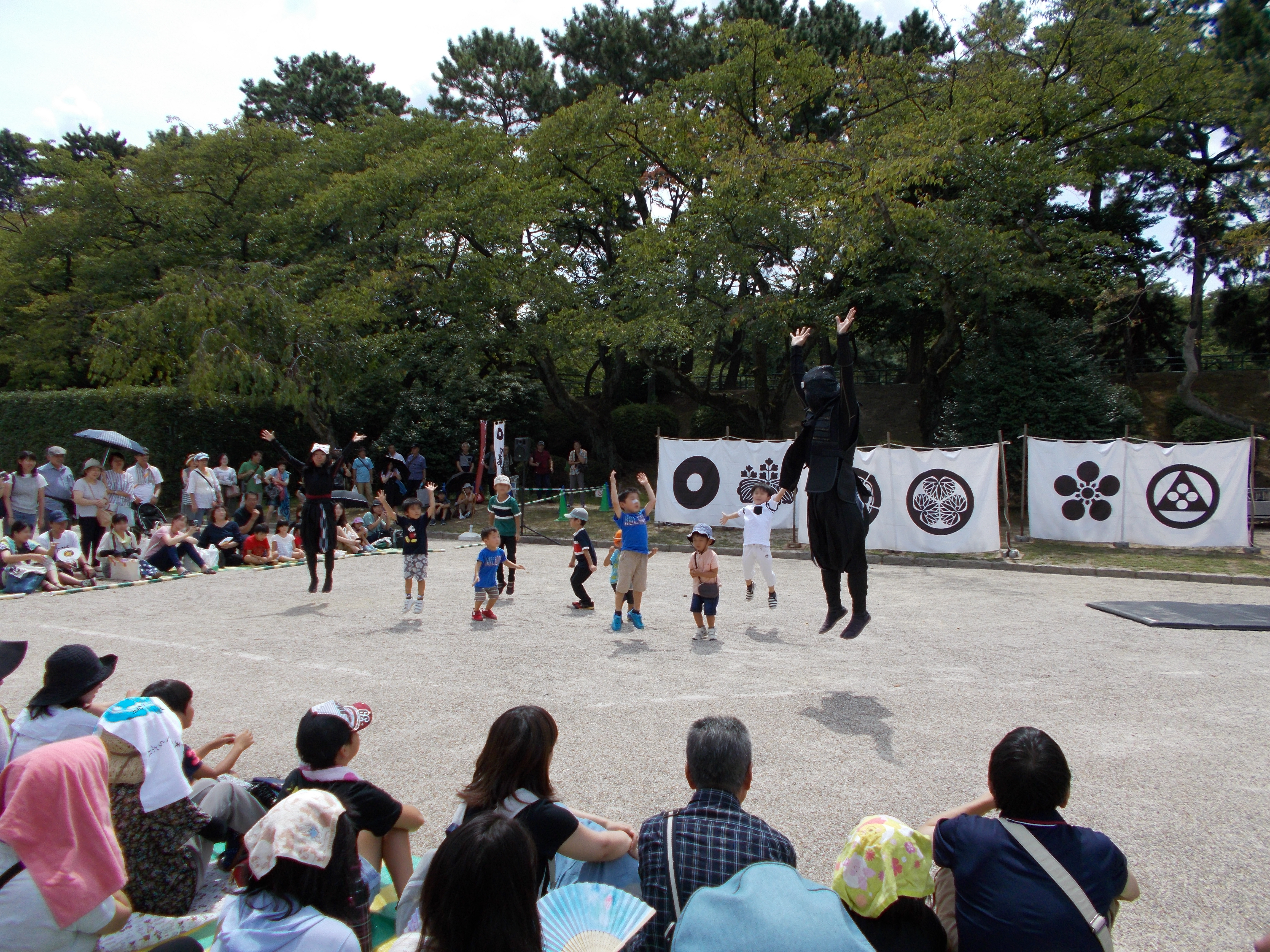
忍者体操をする忍者隊と子供たち（2018年8月）

## 出演
- にんにんモーにん!（Radio NEO、OH! MY MORNING!内・毎月最終金曜 8:56 - 8:59）

2019年11月10日には「サムライ・ニンジャフェスティバル2019」で特別番組（11月23日放送）の公開録音が行われた。
- Beat Around 834 サテライトFLASH（生放送）（メディアスFM、2021年1月 - 、毎週木曜 19:00～19:30）[23]